# Maghella
Maghella est une bande dessinée italienne (ou fumetti) érotique dessinée par Dino Leonetti. Le personnage principal fut créé en 1973 pour l'hebdomadaire Menelik. Mais cette série fut publiée en Italie par Publistrip et en France, en version censurée, par Elvifrance de 1974 à 1980, puis de 1988 à 1990 pour la 2e série. Les textes sont de Furio Arrasich et les couvertures sont de Averardo Ciriello.
On retrouve également les aventures de Maghella, dans le no 9 de la série "SATIRES" et dans un Hors-Série EF: Chatouille pas mes complexes.
Ses aventures se déroulent dans un univers féerique axé sur la parodie du monde des contes pour enfants.

## Personnages
Maghella (petite sorcière) a grandi seule à la suite de la mort de sa mère Maccarella, brulée sur le bûcher pour sorcellerie. À ses 18 ans, pour tenir sa promesse elle se rend sur le lieu où elle fut tuée. Le fantôme de sa mère lui apparait et lui ordonne de se rendre sur le Mont-Chauve pour y recevoir sa dot. Princesse de sang royal car fille du roi Mignon, elle décide de conquérir le cœur des fils du Roi-co, Play-bois et Rase-Mottes en participant à un tournoi. N'ayant pas remporté celui-ci, elle épouse que le second fils, le nain Rase-Mottes et devient reine.

## Anecdote
- En 1974, Maghella, le film, est en préparation avec comme réalisateur et producteur Francis Leroi. Le projet ne verra pas le jour.